# Dolichopeza minnamurra
Dolichopeza minnamurra är en tvåvingeart som beskrevs av Günther Theischinger 1993. Dolichopeza minnamurra ingår i släktet Dolichopeza och familjen storharkrankar. Inga underarter finns listade i Catalogue of Life.